# Земунски међународни салон карикатуре
Земунски међународни салон карикатуре  је годишња манифестација која се одржава у Београду у градској општини Земун.

## Историјат
Усредсређени на карикатуру и цртање, 1996. године,  салон су креирали уредница Јулијана Живковић и Бранко Најхолд, српски аутор, писац, есејиста и најпознатији хроничар Земуна. Земунски међународни салон наставио је готово случајно, Најхолд је написао и објавио 1996. године књигу Земунска школа карикатуре, о најбољим карикатуристим из Земуна. Књига је изазвала велику пажњу јавности, а на промоцији 30. маја 1996. године окупила је више од 600 заинтересованих грађана. Током промоције отворена је изложба земунских аутора, који су се нашли у књизи. Изложба је названа Земунски салон карикатуре.
Након успеха монографија и добре промоције, подстакли су Јулијану Живковић и Најхолда да институционализују салон као манифестацију, па су 19. септембра 1996. године основали Земунски међународни салон карикетуре, са Саветом Салона као његовим највишим телом. Ипак та звања су више била почасна, је рсу највећи део посла обављали Жиковићева и Најхолд.
Крајем 1996. године, Салон је расписао други конкурс, уједно први међународни, који је доживео велики успех. Због великог успеха одржан је чак и током НАТО агресије над СРЈ 1999. године, у време када су све културне и спортске приредбе у земљи биле отказане. Године 2001. Земунски међународни салон карикатуре сврстао се међу десет највећих у свету и од тада бележио све веће успехе. Након смрти Јулијане Живковић, 2003. године, Бранко Најхолд је наставио да води сам све оперативне послове око организације Салонa, који је 2004. године био један од три највећих манифестација међу око 300 других те године широм света.
Поред редовног годишњег конкурса, Салон је организовао велики број других изложба у Србији и широм света. Салон је такође издавао часопис Карт и остварио контакте са многим музејим и фестивалима у Србији и свету, као и са Међународном асоцијацијом карикатуриста.